# Terminator: Dark Fate
Pour les articles homonymes, voir Terminator (homonymie).
Série Terminator
Terminator Genisys
(2015)
Pour plus de détails, voir Fiche technique et Distribution.
Terminator: Dark Fate ou Terminator: Sombre destin au Québec est un film de science-fiction américain de Tim Miller, sorti en 2019.
Le film débute en 2020, à Mexico. Un Terminator Rev-9 est envoyé du futur par l'IA Légion pour assassiner Daniella « Dani » Ramos, âgée de 21 ans, tandis qu'une militaire humaine cybernétiquement augmentée, Grace, débarque de 2042 pour la protéger. En pleine bataille, Sarah Connor, dont le fils John a été tué 22 ans auparavant par un Terminator T-800, arrive à la rescousse. Toutes ces années passées, l'ancienne cible de Skynet a été informée anonymement des coordonnées d'arrivée de chaque nouveau Terminator afin de pouvoir les détruire. En analysant le téléphone de Sarah, Grace trouve la provenance des messages codés et révèle que les coordonnées sont identiques à celles qu'on a tatouées sur son ventre. Arrivées sur place, les trois femmes découvrent l'informateur, qui s'avère être un précieux allié pour tenter de se débarrasser définitivement du Rev-9, leur poursuivant déterminé, indestructible et polymorphe.
C'est le sixième film de la série Terminator mais la suite directe du deuxième opus (Terminator 2 : Le Jugement dernier) de James Cameron, Terminator: Dark Fate ignorant ainsi les événements survenus dans les films suivant Le Jugement dernier (ceux de Terminator 3 : Le Soulèvement des machines, Terminator Renaissance et Terminator Genisys). Le film donne ainsi une troisième chronologie indépendante, mais qui n'entre pas en contradiction avec la première. Cameron, en tant que producteur du film, est aussi impliqué dans le développement du scénario contrairement aux trois précédents volets.
Avec 261 millions de dollars de recettes totales au box office mondial (pour un budget de production de 185 millions) et une perte estimée à plus de 120 millions de dollars, le film est un échec financier et recueille par ailleurs des critiques mitigées.

## Synopsis
En 1998, trois ans après avoir écarté la menace de Skynet, Sarah et John Connor profitent de la vie sur une plage de Livingston, au Guatemala, lorsqu'ils sont soudainement attaqués par un Terminator T-800. Renvoyé dans le temps par Skynet avant son effacement, le Terminator assassine John avant de disparaître dans la nature.
Vingt-deux ans plus tard, un Terminator avancé, modèle Rev-9, est envoyé à Mexico pour assassiner Daniella « Dani » Ramos, tandis qu'une combattante humaine cybernétiquement améliorée, Grace, est envoyée pour la protéger. Le Rev-9, ayant pris l'apparence du père de Dani, s'infiltre dans l'usine de montage où travaillent celle-ci et son frère, Diego, mais est contrecarré par Grace, qui s'échappe avec ces derniers. Le Rev-9, révélant sa capacité à se diviser en son endosquelette cybernétique et son « enveloppe » de métal liquide polymorphe, les poursuit, tuant Diego et acculant Grace et Dani. Cependant, Sarah arrive et désactive temporairement le Terminator avec des explosifs.
Dani, Grace et Sarah se réfugient dans un motel pour que Grace puisse se rétablir. Sarah révèle qu'elle les a trouvées parce que depuis la mort de John, elle a reçu des messages cryptés détaillant les coordonnées géographiques des Terminators qui arrivent, chaque message se terminant par « Pour John ». Grace annonce que ni Skynet ni John n'existent dans sa ligne de temps. Au lieu de cela, l'humanité est menacée par une IA appelée Légion, développée par le SAC-NORAD pour la cyberguerre. Légion a pris le contrôle des serveurs du monde entier et, en désespoir de cause, l'humanité a essayé de la neutraliser avec des armes nucléaires, ce qui a entraîné un holocauste nucléaire et l'IA a créé un réseau mondial de machines pour éliminer les survivants humains.
Grace trace les messages de Sarah jusqu'à Laredo au Texas. Ayant échappé au Rev-9 et aux autorités en traversant la frontière entre le Mexique et les États-Unis, traversée au cours de laquelle le Rev-9 a tenté de les tuer dans un camp d'internement de la garde frontalière américaine, elles arrivent à la source des messages, où elles découvrent le même T-800 qui a assassiné John. Ayant rempli sa mission, et avec la disparition de Skynet, le T-800 a été laissé sans but. Grâce à l'apprentissage, il a développé une conscience de soi. Pendant ce temps, il a appris de l'humanité et s'est élaboré une conscience, en prenant le nom de « Carl » et en adoptant une famille humaine. Après avoir appris comment ses actions affectaient Sarah, et être capable de détecter les déplacements temporels, Carl décida de la prévenir pour lui donner un but. Carl propose de se joindre à eux contre le Rev-9 et ils se préparent à le détruire. Sarah accepte à contrecœur de travailler ensemble pour le bien de Dani. Anticipant l'arrivée du Rev-9, Carl fait ses adieux à sa famille et leur dit de s'enfuir. Le groupe donne à Dani un entraînement aux armes tactiques et planifie comment tendre une embuscade au Rev-9.
Pour ce faire, ils cherchent à obtenir une impulsion électromagnétique (IEM) de qualité militaire d'une connaissance de Sarah, le Major Dean du renseignement militaire. Le Rev-9 les rattrape, les obligeant à aller à la base de Dean, où l'officier met toutes les forces en alerte pour les couvrir le temps pour le groupe de voler un C-5 pour s'échapper, mais les IEM sont détruites dans la fusillade. Pendant le vol, Grace révèle également que Dani devient la future commandante fondatrice de la Résistance, ainsi que son sauveur. Sarah et Carl réalisent qu'ils étaient destinés à rencontrer Grace et Dani. Mais à peine ont ils eu cette révélation que le Rev-9 monte à bord de leur avion en utilisant un KC-10 et maitrise temporairement Carl, forçant Grace, Sarah et Dani à sauter de l'avion dans le bassin d'une centrale hydroélectrique, Carl et le Rev-9 les suivant de près.
Poursuivi, le groupe se met en protection à l'intérieur de la centrale. Dans la bataille qui s'ensuit, Carl et Grace forcent le Rev-9 à entrer dans une turbine en rotation, provoquant une explosion qui endommage gravement les deux Terminators et blesse mortellement Grace. L'endosquelette endommagé du Rev-9 immobilise alors Sarah, forçant Dani à l'affronter elle-même. Grace, mourante, dit à Dani d'utiliser sa source d'énergie interne pour détruire le Rev-9. Dani essaie de combattre le Rev-9, mais est rapidement vaincue. Carl, fortement endommagé, se réactive et retient le Rev-9, permettant à Dani de lui planter la source d'énergie de Grace dans le crâne. Carl se traîne avec le Rev-9 sur un rebord, et se jette avec lui dans un fossé. Rev-9 tente de s'échapper mais Carl le retient. Le champ d'énergie créé par l'appareil provoque des décharges électriques qui brûlent le tissu charnel de Carl, avant qu'il n'explose et détruise les deux robots. 
Quelque temps plus tard, Dani et Sarah surveillent une Grace de dix ans sur un terrain de jeu avec sa famille, la première étant déterminée à éviter la mort de Grace. Sarah dit alors à Dani qu'elle doit se préparer, pendant que la petite Grace regarde les deux femmes partir.

## Fiche technique
- Titre original et français : Terminator: Dark Fate
- Titre québécois : Terminator : Sombre destin
- Réalisation : Tim Miller
- Scénario : David S. Goyer, Billy Ray et Justin Rhode, avec la collaboration au scénario de James Cameron, Josh Friedman, David S. Goyer, Charles H. Eglee et Justin Rhodes, d'après les personnages créés par James Cameron et Gale Anne Hurd, sur une idée de James Cameron
- Musique : Junkie XL
- Directeur artistique senior : David Bryan et Tom Still
  - Direction artistique : Monica Alberte, Alejandro Fernández, Claire Fleming, Stuart Frossell et Florian Müller
- Décors : Sonja Klaus
- Costumes : Ngila Dickson
- Photographie : Ken Seng
- Son : Cary Clark
- Montage : Julian Clarke
- Production : James Cameron et David Ellison
  - Producteurs délégués : Edward Cheng, Don Granger et John J. Kelly
  - Productrices déléguées : Bonnie Curtis, Julie Lynn et Dana Goldberg
- Sociétés de production : Paramount Pictures, Skydance Productions, Twentieth Century Fox, Lightstorm Entertainment et Mid Atlantic Films
  - Sociétés de production associées[a] : Tencent Pictures, TSG Entertainment
- Sociétés de distribution :
  - États-Unis et Canada : Paramount Pictures
  - France : 20th Century Fox France
  - Belgique : 20th Century Fox, Walt Disney Studios Motion Pictures
  - Hongrie : Forum Hungary
  - Espagne : Hispano Foxfilms S.A.E., Walt Disney Studios Motion Pictures
- Budget : 185 000 000 $[2]
- Pays d'origine :  États-Unis
- Langue originale : anglais, espagnol
- Format : couleur - 2,39:1 - son Dolby Digital, Dolby Atmos
- Genre : science-fiction, action et aventure
- Durée : 128 minutes
- Dates de sortie[3] :
  - France, Belgique et Suisse romande : 23 octobre 2019
  - Espagne et Hongrie : 31 octobre 2019
  - États-Unis et Chine : 1er novembre 2019
- Classification[4] :
  - États-Unis : R (Restricted) (Les enfants de moins de 17 ans doivent être accompagnés d'un adulte)
  - France : tous publics avec avertissement (des scènes, des propos ou des images peuvent heurter la sensibilité des spectateurs) mais déconseillé aux moins de 12 ans à la télévision.

## Distribution
- Linda Hamilton (VF : Véronique Augereau ; VQ : Claudine Chatel) : Sarah Connor
- Arnold Schwarzenegger (VF : Daniel Beretta ; VQ : Yves Corbeil) : le Terminator T-800 (modèle 101) surnommé « Carl »
- Mackenzie Davis (VF : Claire Morin ; VQ : Kim Jalabert) : Grace[5]
- Natalia Reyes (VF : Daniela Labbé-Cabrera ; VQ : Célia Gouin-Arsenault) : Daniella « Dani » Ramos[6]
- Gabriel Luna (VF : Marc Arnaud) : le Terminator Rev-9
- Diego Boneta (VF : Benjamin Penamaria ; VQ : Gabriel Lessard) : Diego Ramos[7]
- Stephanie Gil (es) : Grace, jeune
- Enrique Arce : Vicente Ramos
- Brett Azar (pl) : le Terminator T-800 (modèle 101), jeune (doublure numérique jeune d'Arnold Schwarzenegger)
- Jude Collie (VF : Matt Mouredon) : John Connor, jeune (doublure numérique jeune d'Edward Furlong)
- Tristán Ulloa (VF : Diego Asensio) : Felipe Gandal
- Alicia Borrachero (VF : Ethel Houbiers) : Alicia
- Manuel Pacific : Mateo
- Fraser James (VF : Jean-Baptiste Anoumon) : Major Dean
- Tom Hopper (VF : Boris Rehlinger ; VQ : Frédérik Zacharek) : le commandant William Hadrell
- Steven Cree (VF : Jérémie Covillault) : l'agent Rigby
- Stuart McQuarrie : Craig
- Earl Boen (VF : Xavier Fagnon) : le docteur Peter Silberman (images d'archives) (non crédité)

 Source et légende : version française (VF) sur RS Doublage et AlloDoublage,version québécoise (VQ) sur Doublage Québec

## Production

### Genèse, développement et attribution des rôles

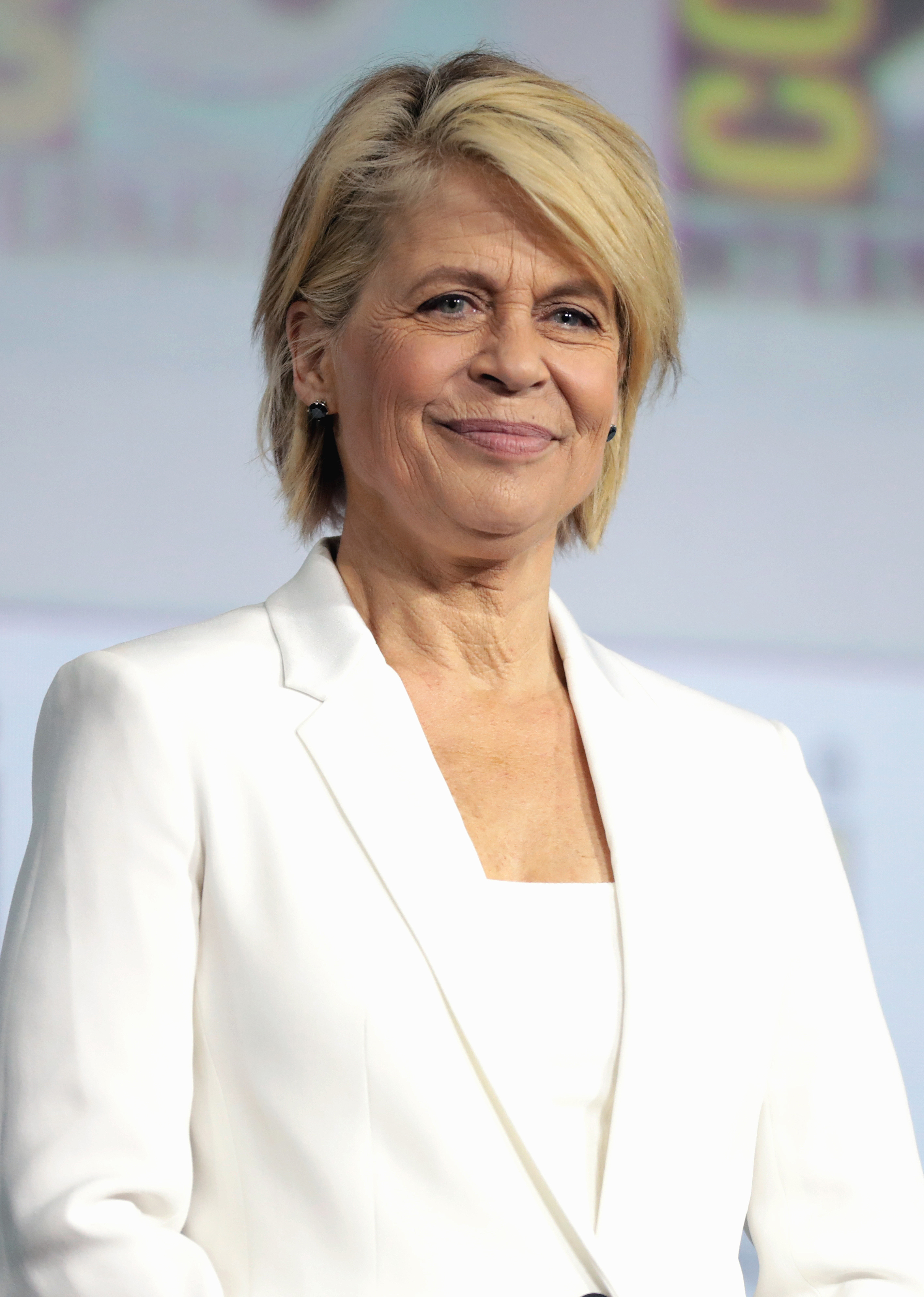
Linda Hamilton, absente des trois précédents films de la saga, retrouve dans ce film son rôle fétiche de Sarah Connor.

Le film précédent, Terminator Genisys, cinquième film de la franchise sorti en juillet 2015, devait être un reboot de la saga en vue de lancer une nouvelle trilogie. En 2014, deux suites étaient annoncées pour mai 2017 et juin 2018,.
En février 2015, Arnold Schwarzenegger annonce qu'il sera présent dans la première des suites prévues. Durant la promotion de Genisys en juin 2015, les producteurs David Ellison et Dana Goldberg précisent qu'une série télévisée spin-off est toujours en développement.
En octobre 2015, The Hollywood Reporter rapporte que les suites et la série télévisée sont annulées en raison de l'échec au box-office nord-américain de Terminator Genisys. La suite de Genisys est définitivement retirée du planning de la Paramount en janvier 2016.
En janvier 2017, il est annoncé que James Cameron, qui récupérera en 2019 les droits de la franchise qu'il a inaugurée, produira le prochain film Terminator, présenté comme un reboot concluant la franchise. David Ellison est de retour à la production et Tim Miller est annoncé comme réalisateur. Initialement, Tim Miller devait réaliser la suite de Terminator Genisys.
En mars 2017, David Ellison explique que la production veut prendre une nouvelle direction pour concevoir la suite qu'attendent les fans depuis Terminator 2 : Le Jugement dernier. En avril 2017, Arnold Schwarzenegger explique qu'il apparaîtra dans le prochain Terminator, alors que des négociations pour trouver un studio sont lancées. Arnold Schwarzenegger confirme sa présence en mai 2017 tout comme la présence de James Cameron à la production. En juillet 2017, James Cameron explique travailler avec David Ellison pour superviser une nouvelle trilogie dans laquelle Arnold Schwarzenegger « passerait le flambeau » à de nouveaux personnages. Il est ensuite annoncé qu’Arnold Schwarzenegger jouerait un humain ayant inspiré le T-800. Finalement, durant le Comic-Con 2019, il est confirmé qu'Arnold Schwarzenegger jouera un T-800 vieillissant nommé Carl.
En septembre 2017, Skydance Media confirme que Tim Miller réalisera bien ce nouveau film. Le retour de Linda Hamilton, interprète de Sarah Connor dans les deux premiers films, est confirmé quelques jours plus tard. Plusieurs scénaristes, David S. Goyer, Charles H. Eglee (en) et Josh Friedman, sont réunis pour établir la ligne directrice de la future trilogie, sous la direction de James Cameron et Tim Miller.
En mars 2018, Mackenzie Davis est annoncée dans la distribution.
En avril 2018, il est annoncé que la sortie, initialement prévue pour juillet 2019, est repoussée à novembre 2019, pour éviter la confrontation avec Hobbs and Shaw, le spin-off de Fast and Furious. Quelques jours plus tard, Diego Boneta, Natalia Reyes et Gabriel Luna rejoignent eux aussi la distribution.
Jude Collie est ensuite choisi pour incarner John Connor, le visage d'Edward Furlong adolescent tel qu'il apparaît dans Terminator 2 : Le Jugement dernier devant être appliqué par infographie, tandis que Brett Azar (pl) reprend son rôle de Genisys comme doublure corporelle pour le T-800 jeune, le visage d'Arnold Schwarzenegger en 1991 étant pareillement appliqué par infographie.
En février 2019, James Cameron révèle que le titre de travail est « Terminator : Dark Fate ». Certains sites Internet annoncent que ce titre pourrait être le titre définitif. Ce titre est confirmé officiellement en mars 2019.
En juillet 2019, il est annoncé qu'Edward Furlong, interprète de John Connor dans Terminator 2 : Le Jugement dernier, reprend ce rôle dans le 6e film,. En août 2019, Edward Furlong confirme, lors du Silicon Valley Comic-Con 2019 à San Jose, qu'il apparaissait dans le film mais avec un rôle mineur. De fait, l'acteur apparaît seulement au début du film, avec son visage rajeuni par infographie et appliqué sur le corps d'un autre acteur adolescent.
Durant une longue interview avec Deadline.com en août 2019, James Cameron a révélé qu'il ne s'était jamais rendu sur le tournage du film,. Le cinéaste confie également que le scénario a été réécrit durant le tournage : « Je n’avais pas l’impression qu’on avait commencé le tournage avec le bon scénario comme il aurait dû être. […] J’ai tranquillement travaillé dessus en arrière-plan et envoyé les pages. Parfois, j’expédiais des pages la veille du tournage d’une scène. ».

### Tournage
Le tournage débute en juin 2018 à Isleta del Moro à Almería en Espagne,. Il a également lieu à Madrid et en Hongrie (notamment les Origo Film Studios de Budapest). Mi-octobre 2018, le tournage se poursuit aux États-Unis. Il se termine en novembre 2018.

## Sortie accueil

### Accueil critique
Terminator: Dark Fate rencontre un accueil critique globalement mitigé.
Sur le site agrégateur de critiques Rotten Tomatoes, le film obtient un score de 70 % d'avis favorables, sur la base de 332 critiques collectées et une note moyenne de 6,21/10 ; le consensus du site indique : « Terminator: Dark Fate présente une amélioration significative par rapport à ses prédécesseurs immédiats, même s'il ne possède pas l'époustouflante efficacité des meilleurs volets de la franchise ». Sur Metacritic, il obtient une note moyenne pondérée de 54 sur 100, sur la base sur 51 critiques collectées ; le commentaire du site indique « Avis mitigés ou moyens ».
En France, l'accueil est également mitigé sur le site Allociné, qui attribue au film une note moyenne de 3/5, sur la base de 25 critiques de presse collectées.
Pour le critique du Parisien, le film est un « faux remake, aux scènes d'action spectaculaires et affichant des effets spéciaux toujours aussi dingues ». Pour le critique de La Voix du Nord : « Ce girl power, abdication de la testostérone, est l'une des forces du film, qui sinon récite les recettes du succès : intrigue linéaire et limpide, voire naïve, scènes d’action spectaculaires, ennemi indestructible et impassible... L’autre réjouissance, c’est le retour de Linda Hamilton en Sarah Connor (...) ». Pour le critique de L'Obs, « Le pire, c’est que ce sixième Terminator n’est pas mauvais. (...) Mais ni les chemises de bûcheron de la star ni les rides de Linda Hamilton ne suffisent à gripper cette machine à recycler aux scènes d’action sans âme, symptomatique de ce qu’est devenu le divertissement selon Hollywood ». Pour Étienne Sorin du Figaro : « la veine semble à bout de souffle. ». Il ajoute, reprenant son appréciation déjà négative du précédent opus, que « Hollywood n’est désormais plus qu’une entreprise de surgelés et se contente de réchauffer les plats. Les films sont interchangeables ».

### Box-office
| Pays ou région        | Box-office                  | Date d'arrêt du box-office        | Nombre de semaines |
| --------------------- | --------------------------- | --------------------------------- | ------------------ |
| États-Unis Canada     | 62 253 077 $                | 26 décembre 2019                  | 9                  |
| Chine                 | 50 637 863 $                | 15 décembre 2019                  | 7                  |
| France                | 7 952 994 $ 918 126 entrées | 15 décembre 2019 11 décembre 2019 | 8 7                |
| Espagne               | 3 691 198 $                 | 22 décembre 2019                  | 8                  |
| Hongrie               | 635 443 $                   | 15 décembre 2019                  | 7                  |
| Total hors États-Unis | 198 866 215 $               | 26 décembre 2019                  | 9                  |
| Total mondial         | 261 119 292 $               | 26 décembre 2019                  | 9                  |

Malgré sa recette de 261 millions de dollars au box office mondial, Terminator Dark Fate fait un flop, en raison de son budget de production de 180 millions de dollars, sans tenir compte des sommes engagées pour la promotion et, selon les informations du Hollywood Reporter relayées par BFM TV, le film devrait occasionner une perte de plus de 120 millions de dollars aux studios Skydance Media, Paramount Pictures et 20th Century Fox et pourrait mettre fin à la saga,.

## Distinction
- Cérémonie des prix de CinemaCon 2019 : Prix d'un ensemble pour Linda Hamilton, Natalia Reyes, Mackenzie Davis et Gabriel Luna[56].

## Projet de suite
En août 2019, James Cameron révèle que ce film pourrait être le premier d'une nouvelle trilogie : « Nous avons passé plusieurs semaines à poser les bases de l'histoire et à déterminer quel type de récit nous voulions raconter, de façon à avoir un synopsis à proposer à Linda Hamilton. Nous avons remonté nos manches et en sommes arrivés à un arc narratif étalé sur trois films, parce qu'il y a une immense histoire à raconter. Si nous avons la chance de faire de l'argent avec Dark Fate, nous savons exactement où aller avec les films suivants ».
Mais, du fait des résultats décevants du film au box-office dès sa sortie, il en résulte un très probable abandon des suites prévues.
Fin novembre 2019, le réalisateur Tim Miller revient sur l'échec de son film, qu'il admet, et sur l'impossibilité qu'il a eu de faire coexister sa vision du film avec celle du producteur et coscénariste James Cameron. Néanmoins, les réalisateurs se disent quand même satisfaits de leur travail. Au Comic-Con 2022, Miller exprime de nouveau ses regrets sur Dark Fate mais indique qu'il aimerait faire un Terminator en images de synthèse.